# Ieuan Evans
Ieuan Cennydd Evans (Swansea, 21 de marzo de 1964) es un exjugador británico de rugby que se desempeñaba como wing. Desde 2014 es miembro del World Rugby Salón de la Fama.

## Selección nacional
Fue convocado a los Dragones rojos por primera vez en febrero de 1987 para enfrentar a Les Bleus, fue capitán en 28 ocasiones y disputó su último partido en febrero de 1998 ante la Azzurri. En total jugó 72 partidos y marcó 33 tries (157 puntos por aquel entonces).

### Participaciones en Copas del Mundo
Disputó tres Copas del Mundo; Nueva Zelanda 1987 donde los Dragones rojos obtuvieron la tercera posición siendo la mejor participación de Gales en la copa mundial y Evans marcó cuatro tries en un partido, Inglaterra 1991 y Sudáfrica 1995 donde Gales no pudo superar la fase de grupos.
| Mundial                       | Sede          | Resultado        | PJ | Tries |
| ----------------------------- | ------------- | ---------------- | -- | ----- |
| Copa Mundial de Rugby de 1987 | Nueva Zelanda | Cuartos de final | 5  | 4     |
| Copa Mundial de Rugby de 1991 | Inglaterra    | Primera fase     | 3  | 1     |
| Copa Mundial de Rugby de 1995 | Sudáfrica     | Primera fase     | 3  | 2     |

## Palmarés
- Campeón del Torneo de las Seis Naciones de 1994.
- Campeón de la Copa de Campeones Europea de Rugby de 1997–98.
- Campeón de la Premier Division de Gales de 1992–93.
- Campeón de la Copa de Gales de Rugby de 1985, 1988, 1991, 1992 y 1993.

## Leones Británicos
Fue convocado a integrar el plantel de los British and Irish Lions para las Gira de Australia 1989, Gira de Nueva Zelanda 1993 y Gira de Sudáfrica 1997. En total jugó siete partidos y marcó un try (4 puntos por aquel entonces).